# Kiez (Rosja)
Kiez (ros. Кез) – osiedle w Rosji, w Udmurcji, ośrodek administracyjny rejonu kiezskiego. W 2010 liczyło 11 080 mieszkańców.